# XES Haereticum
Albums de Enthroned
Carnage in Worlds Beyond
(2002) Tetra Karcist
(2007)
XES Haereticum est le sixième album studio du groupe de black metal belge Enthroned. L'album sort le 1er novembre 2004 sous le label Napalm Records.
C'est le dernier album du groupe enregistré avec le chanteur Lord Sabathan : ce dernier quitte le groupe en 2006 et le rôle de chanteur est attribué au guitariste Norganest.

## Musiciens
- Lord Sabathan - chant, basse
- Nornagest - guitare
- Nerath Daemon - guitare
- Alsvid - batterie

## Liste des morceaux
1. Crimson Legions - 04:42
2. Dance Of A Thousand Knives - 03:43
3. Last Will - 03:31
4. Blacker Than Black - 04:05
5. Vortex Of Confusion - 07:02
6. A.M.S.G - 03:12
7. Daemon's Claw - 03:10
8. Night Stalker - 03:05
9. Seven Plagues, Seven Wrath - 07:13
10. Hellgium Messiah - 04:54